# Badanakatte, Sorab
Badanakatte là một làng thuộc tehsil Sorab, huyện Shimoga, bang Karnataka, Ấn Độ.